# La Rovira de Cerdans
La Rovira de Cerdans o la Rovira dels Cerdans és una masia del terme municipal de Sant Martí de Centelles, a la comarca catalana d'Osona, en terres de la parròquia principal del terme. Està protegida com a Bé Cultural d'Interès Local. El gran casal de la Rovira o la Rovira dels Cerdans està format per un conjunt d'edificacions annexes on s'agrupa la zona d'habitatge i els diferents edificis agrícola-ramaders disposats al l'est i al sud del mas.
Està situada a prop de l'extrem nord del terme municipal, al nord del Castell de Centelles, al nord-est del Puig Oriol, a ponent de la masia del Pujol i a migdia del Coll de Prims.

## Descripció
L'edifici central és una construcció de planta quadrangular organitzada en planta i dos pisos. Els murs són de pedra local lligada amb argamassa formant un paredat comú, i amb grans carreus de pedra calcària local en els angles. La teulada és a doble vessant amb teula aràbiga i amb el carener perpendicular a la façana. L'entrada principal es realitza per la façana sud, a través d'una portalada adovellada que dona accés a una petita entrada rectangular en el fons de la qual es disposen les escales d'accés a la resta d'estances d'ambdós pisos. Les escales són de factura força senzilla: fàbrica de pedra amb una barana forjada. Aquesta façana principal presenta una estructura simètrica on s'obren les diverses obertures totes emmarcades amb llindes de pedra de carreus ben tallats que actuen com a principal element decoratiu. De les dues finestres que s'obren a cada pis, les de la banda est van ser modificades passant a ser convertides en balcons. I la finestra inferior de la banda oest va passar a ser un finestral. Al davant de la façana principal es troben dos cossos annexes juxtaposats formats per un edifici d'una planta i terrat a sobre i un altre, de planta i pis amb un petit tancat al davant i que presenten una factura més moderna. És una construcció en pedra de carreus poc treballats i irregulars on es combina l'ús de rajola per a les obertures de portes i finestres i l'arrebossat. El cos de més a l'oest té un ús particular mentre el segon cos té una doble funcionalitat, la part inferior és utilitzada com a galliner, mentre que el terrat té usos més domèstics. La façana est del mas té un segon cos adossat, es tracta d'una ampliació que s'organitza en base una planta rectangular de planta i pis i un eix de simetria horitzontal organitzat en petites finestres disposades en grups de tres, emmarcades amb grans llindes de pedres, brancals de carreus i lleixa motllurada. Són obertures de petites dimensions, a excepció d'una finestra profusament decorada amb motius gòtics que està situada a l'angle sud-oest. La planta baixa d'aquesta edificació seria utilitzada amb fins agrícoles i ramaders, mentre que el primer pis perllongaria les estances d'ús domèstic del mas. A aquesta estructura s'afegeix un tercer cos de planta rectangular orientat de sud a nord organitzat en planta baixa i primer pis i on s'obren tres obertures, una a la planta baixa corresponent a un gran portal rectangular emmarcat amb llindes de pedra ben tallada i dos finestrals superiors (un dels quals actualment està tapiat). La planta baixa és utilitzada com a garatge, mentre que el primer pis actualment té funcions de sala, però hauria tingut usos de caràcter més agrícola: galeria o pallissa. La tècnica constructiva utilitzada segueix el modulat anterior de pedra de petits carreus bastament tallada i rejuntada amb morter amb grans llindes de pedra que emmarquen les diverses obertures. Aquesta darrera construcció està totalment buida en la seva fonamentació, ja que en aquest punt s'hi troba una gran cisterna excavada a la roca natural que dona lloc a una petita bassa oberta amb una arcada per la banda est de l'estructura, feta de pedra de petites dimensions i rajola. El mas es troba tancat en aquest punt, fent un petit raval. Al davant hi ha una terrassa de forma rectangular de pedra natural i un mur petit de tanca de paredat carejat, l'accés es realitza per una porta de fusta coberta a una sola vessant amb teula aràbiga seguida d'un mur de pedra seca que s'obre cap a l'est.

## Història
El gran mas de la Rovira forma un conjunt arquitectònic datable al segle xiv. En la documentació escrita apareix en diversos textos de la baixa edat mitjana el topònim de la Rovira però no s'acaba de concretar l'entitat d'aquest mas ni les seves possessions. En època moderna, concretament en el fogatge de 1553 s'esmenta a Salvador Rovira, segurament el propietari de la Rovira dels Cerdans. El topònim Cerdans també apareix en diversos documents eclesiàstics del segle xiii i XIV, tots pertanyents a l'arxiu parroquial. Es parla del Cerdans sobirà o roquer, el Cerdans llobet i el Cerdans mitjans o mitjans superior i mitjans inferior. Segons Pladevall es tractaria d'altres masos, un dels quals seria el de la mateixa Rovira i ja desapareguts en la pesta de 1348.
Aquest mas presenta una clara relació de proximitat amb el castell de Sant Esteve i posterior castell dels Centelles, i segurament fou la família Rovira la que tingué cura del castell en llargs moments de la seva història com queda palès en la custòdia que ha fet aquesta família d'elements tant emblemàtics com la imatge de Santa Maria del Castell i amb la presència d'elements arquitectònics de gran interès datables del segles xvi i xvii i possiblement originaris del Castell que posteriorment foren traslladats a la Rovira. A nivell constructiu el mas de la Rovira està format per un gran mas de planta rectangular que tingué dues reformes arquitectòniques durant l'època moderna cap a la banda est. En el mas no hi ha cap llinda gravada ni cap element que pugui donar una cronologia més exacta d'aquestes reformes. Actualment encara és la família Rovira la que habita en aquest mas.